# Esquirol volador nan
L' esquirol volador nan (Anomalurus pusillus) és una espècie de rosegador de la família dels anomalúrids. Viu al Camerun, la República Centreafricana, el Congo, la República Democràtica del Congo, Guinea Equatorial, el Gabon, Libèria i Uganda. Es tracta d'un animal arborícola i de costums nocturns. El seu hàbitat natural són els boscos humits tropicals de plana. Està amenaçat per la caça i la desforestació.
El seu nom específic, pusillus, significa ‘minúscul’ en llatí i es refereix a la seva petita mida.

## Descripció
Es tracta d'una espècie d'esquirol volador de mida petita, amb una longitud de cap i cos que varia entre 18,5 i 25,5 centímetres i una cua que fa entre 12 i 20 centímetres de llarg. El seu pes oscil·la entre els 170 i els 300 grams. El pelatge del seu cap és de color gris uniforme, sense presentar contrastos. El color del pelatge de la part superior del cos és variable, podent ser negre, gris o marró oliva, o fins i tot amb clapes de color bronze. La part superior de les membranes és de color gris fosc, amb la part propera a la cua tenyida de groc. Les parts inferiors són de color crema o groguenques, sense cap indici de color marró vermellós. Els flocs de pèls gruixuts que envolten les urpes de les potes del darrere són també de color blanc.